# Szuhamlaka
Szuhamlaka (horvátul: Suha Mlaka) falu Horvátországban Verőce-Drávamente megyében. Közigazgatásilag Crnachoz tartozik.

## Fekvése
Verőcétől légvonalban 43, közúton 51 km-re délkeletre, községközpontjától 2 km-re nyugatra, Szlavónia középső részén, a Drávamenti-síkságon, a Vočinska és Krajna-patakok között fekszik.

## Története
A régészeti leletek tanúsága szerint területe már ősidők óta lakott volt. Szuhamlaka határában két olyan lelőhely is van, melynek leletei történelem előttiek. A Nelin dvor nevű lelőhelyen egymástól mintegy száz méter távolságra két kőkorszaki kőszekerce is előkerült. A falutól délnyugatra elterülő szántóföldön szintén, egyelőre közelebbről nem ismert történelem előtti leleteket találtak.
A középkori „Zwhamlaka” település 1564-ben Horváth Márk, korábban Szerecseny János birtoka volt. Ténylegesen már 1543, Valpó várának eleste óta török uralom alatt állt. A török uralom idején a Pozsegai szandzsákon belül a Raholcai náhije része volt. Katolikus lakossága a török uralom idején is megmaradt. 1684-ben szabadult fel a török uralom alól. 1688-ben a környező területekkel együtt a bécsi kamara birtoka lett. 1698-ban „pagus desertus Szuhamlaka” néven lakatlan településként szerepel Szlavónia felszabadított településeinek összeírásában.
1722-ben III. Károly király a raholcai uradalommal együtt gróf Cordua d' Alagon Gáspár császári tábornoknak adományozta. 1730-ban Pejácsevich Antal, Miklós és Márk vásárolták meg tőle, majd 1742-ben a raholcai uradalommal együtt a Mihalovics családnak adták el.
Az első katonai felmérés térképén „Dorf Szuha Mlaka” néven találjuk. Lipszky János 1808-ban Budán kiadott repertóriumában „Suhamlaka” néven szerepel. Nagy Lajos 1829-ben kiadott művében „Suha Mlaka” néven 95 házzal, 602 ortodox vallású lakossal találjuk.
1857-ben 593, 1910-ben 896 lakosa volt. 1910-ben a népszámlálás adatai szerint lakosságának 60%-a szerb, 15%-a német, 14%-a horvát, 11%-a magyar anyanyelvű volt. Verőce vármegye Nekcsei járásának része volt. Az első világháború után 1918-ban az új szerb-horvát-szlovén állam, majd később (1929-ben) Jugoszlávia része lett. 1991-ben lakosságának 88%-a szerb, 6%-a horvát nemzetiségű volt. 1993-ban a független horvát állam keretei között újra megalakult önálló Crnac község része lett. 2011-ben 105 lakosa volt.

## Lakossága
| Lakosság változása | Lakosság változása | Lakosság változása | Lakosság változása | Lakosság változása | Lakosság változása | Lakosság változása | Lakosság változása | Lakosság változása | Lakosság változása | Lakosság változása | Lakosság változása | Lakosság változása | Lakosság változása | Lakosság változása | Lakosság változása |
| ------------------ | ------------------ | ------------------ | ------------------ | ------------------ | ------------------ | ------------------ | ------------------ | ------------------ | ------------------ | ------------------ | ------------------ | ------------------ | ------------------ | ------------------ | ------------------ |
| 1857               | 1869               | 1880               | 1890               | 1900               | 1910               | 1921               | 1931               | 1948               | 1953               | 1961               | 1971               | 1981               | 1991               | 2001               | 2011               |
| 593                | 736                | 540                | 727                | 808                | 896                | 714                | 669                | 470                | 485                | 418                | 279                | 164                | 130                | 137                | 105                |